# 가자황후
가자황후 여씨(嘉慈皇后 黎氏, 베트남어: Gia Từ Hoàng hậu Lê thị, ? ~ 1381년 10월)는 베트남의 쩐 왕조 제10대 황제인 쩐 예종(睿宗)의 황후(皇后)로, 제11대 황제인 쩐 폐제의 어머니이다.

## 출신
가자황후 여씨의 출신은 불분명하고 대월사기전서는 그녀가 베트남의 호 왕조 초대 황제인 호꾸이리(胡季犛)의 사촌임을 기록하다. 

## 생애
여씨와 쩐 예종의 결혼 시기도 불분명하다.
1359년, 창무왕 진위(彰武王 陳煒)를 낳았고 1361년에 령덕왕 쩐 폐제(靈德王 陳晛)를 낳았다.
1371년, 공선왕비 여씨는 남편인 공선왕 진경(恭宣王 陳曔)이 황태자가되었을 때 황태자비가되었다.
1372년, 당시의 황제 쩐 예종(藝宗)은 황위를 둘째 동생 쩐 예종•예종(睿宗)에게 물려주고 태상황제으로 물러났으고, 그녀는 같은 해에 황비(皇妃)로 책봉되었고 신비(宸妃)라고 불렸다.
1373년, 신비 여씨는 황후가되었다.
1377년, 쩐 예종은 참파왕국과의 전쟁 중 사망했고 황후 여씨는 이 사건에 몹시 상심하여 트리에우까인 사원의 비구니가되었다. 그녀의 아들인 령덕왕 쩐 폐제는 같은 해에 진 황조의 제11대 황제가되었지만, 제국을 지배 할 권력한을 가진 사람(섭정)은 쩐 예종이다.
1381년 10월, 세상을 떠났다.

## 같이 보기
- 쩐 예종 (10대)
- 쩐 폐제